# Glarus (kanton)
| Kanton Glarus             |                    |
| \| Grb kantona \|         |                    |
| Položaj u Švicarskoj      |                    |
|                           |                    |
| Podaci                    |                    |
| Glavni grad               | Glarus             |
| Pristupanje konfederaciji | 1352.              |
| Skraćenica                | GL                 |
| Stanovništvo              | 38.084 stan.       |
| Popis                     | 31. prosinca 2006. |
| Površina                  | 685 km²            |
| Gustoća                   | 56 stan./km²       |
| Br. općina                | 27                 |
| Jezici                    | njemački           |
| Zemljovid kantona         |                    |
|                           |                    |
| Grb kantona               |                    |

Kanton Glarus je kanton na istoku Švicarske, glavni grad glaruškog kantona je Glarus.
(njemački: Glarus, francuski: Glaris, talijanski: Glarona, retoromanski: Glaruna ili latinski: Claruna).

## Općine
| Općina      | Stanje: 31.prosinac 2007. |
| ----------- | ------------------------- |
| Glarus      | 5840 stanovnika           |
| Näfels      | 3839 stanovnika           |
| Niederurnen | 3793 stanovnika           |
| Mollis      | 3031 stanovnika           |
| Netstal     | 2887 stanovnika           |

## Galerija
- Grad Glarus
- Jezero Kloentalersee

## Vanjske poveznice
- http://www.gl.ch/ stranica kantona Glarusa